# Уитернси
Уи́тернси (англ. Withernsea) — город в Великобритании.

## Расположение

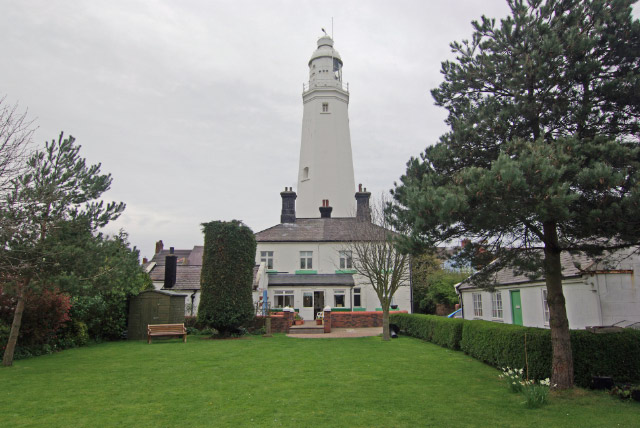
Городской маяк и музей Кэй Кендалл

Город Уитернси находится на северо-востоке Англии, на территории Ист-Райдинг-оф-Йоркшир, у побережья Северного моря. На северо-западе от городской территории нулевой гринвичский меридиан соприкасается с Северным морем.

## Население
Численность населения составляет 6159 человек по данным на 2011 год, из которых 3052 человека — мужчины, а 3107 — женщины.

## История
Первое упоминание об Уитернси датируется 1086 годом, в Книге Страшного суда, английской всеобщей поземельной переписи, проведённой по приказу Вильгельма Завоевателя. Согласно тем записям численность населения составляла 33 человека, из которых четырнадцать человек были крестьянами, семь человек являлись мелкими фермерами, десять были свободными гражданами и ещё двое были священниками.
В 1338 году в Уитернси появились рынок и ярмарка. В 1444 году церковь в поселении была разрушена береговой эрозией, а в течение нескольких следующих лет та же участь постигла и постройки деревни. В результате жители перебрались дальше от береговой черты и начали отстраивать поселение на новом месте, там где Уитернси находится и по сегодняшний день.
В 1488 году новая церковь была заложена на месте, где сейчас располагается церковь святого Николаса. В начале XVII столетия она была заброшена после того как крыша сооружения была уничтожена штормом. В 1858—1859 годах церковь была реставрирована с использованием местного булыжника с побережья.

В середине XIX столетия к Уитернси была проложена однопутная железнодорожная линия протяжённостью 18 миль, соединившая город с портом Гулль. Её открытие состоялось 27 июня 1854 года. На протяжении столетия по ней в Уитернси из промышленного района Гулля на уикенд приезжали семьи рабочих. 19 октября 1964 года со станции Уитернси ушёл последний пассажирский поезд, а перевозка грузов на этой линии завершилась 3 мая 1965 года и впоследствии линия была разобрана.

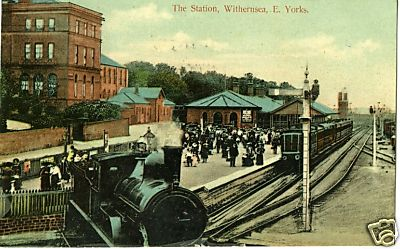
Железнодорожная станция в Уитернси

В 1855 году неподалёку от железнодорожной станции открылась гостиница под названием The Queens, после 1902 года здание гостиницы использовалось в качестве санатория.

В 1871 году на побережье были построены волноломы для защиты города от береговой эрозии.

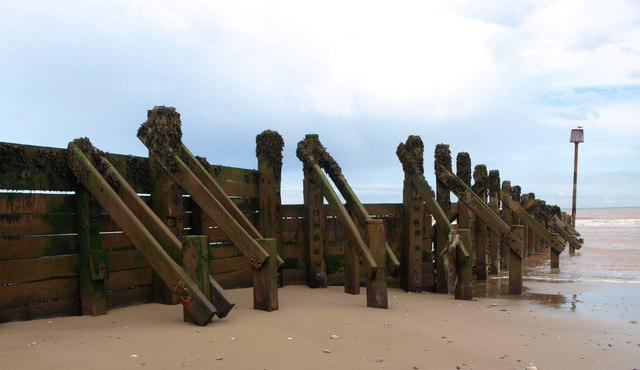
Волнолом в Уитернси

В 1875 году началось сооружение пирса под руководством инженера Томаса Кэрджилла. Строительство было закончено в августе 1877 года и обошлось в сумму 12000 фунтов стерлингов. Открытие состоялось в 1878 году. На входе на пирс располагались большие замковые ворота, а металлические фермы вдавались в море на 365 метров. В дальнейшем вплоть до своего демонтажа в 1903 году пирс преследовали неудачи. В 1880 году во время большого шторма угольная баржа «Saffron» проломила 60-метровую дыру в ферме пирса, а судно «Jabez» столкнулось с оконечностью сооружения. В 1890 году рыболовное судно «Genesta» уничтожило в результате столкновения более половины пирса. Очередное происшествие с пирсом случилось в 1893 году. В результате при обустройстве набережной было принято решение о демонтаже пирса. На сегодняшний день сохранились только башни пирса и его макет на набережной.
Младшая школа в Уитернси была открыта 22 апреля 1878 года. Первоначально в ней обучалось 103 ученика, а персонал школы насчитывал 2 человека.
Маяк в Уитернси был построен за 18 месяцев, в 1892—1893 годах, и был открыт 1 марта 1894 года. Он выполнен из бетона и кирпича и имеет восьмиугольную форму снаружи, внутри он круглый. На вершине установлен флюгер. Маяк использовался по прямому назначению до июля 1976 года.

## Достопримечательности
Уитернси — один из известнейших морских курортов Восточной Англии. Символ города — 38-метровый маяк, в котором ныне размещается музей актрисы Кэй Кендалл, уроженки Уитернси. Из других достопримечательностей следует отметить расположенное на городском променаде здание Пир Тауэрс (Pier Towers) — двухбашенное замковое сооружение, воздвигнутое в 1877 году.

## Экономика
Ныне одним из основных источников доходов горожан является торговля и обслуживание туристов, основной приток которых приходится на июнь — август. На этом курорте также созданы отличные условия для занятий водными видами спорта (гребля, спортивное рыболовство и др.). В течение года проводятся различные карнавалы и фестивали, в том числе детские.

## Образование
В Уитернси находится колледж, в котором ведётся подготовка специалистов как по техническим, так и по гуманитарным профессиям.

## СМИ
В городе на частоте 105,3 FM организовано вещание местной радиостанции Seaside FM.

## Известные уроженцы и жители
- Кенни Бейкер (1921—1999) — джазовый музыкант и композитор[4]
- Кэй Кендалл (1927—1959) — актриса
- Стюарт Грей (род. 1960) — футболист